# Челябинские казахи
Челябинские казахи (каз. Челябі қазақтары) — жители Челябинской области казахского происхождения. По переписи населения за 2021 год их численность составляет 29 057 человек.

## История
История вхождения казахов в состав Российской империи началась с 1730-х годов. В то время российское подданство приняли казахи Младшего и Среднего жузов, потомки которых сегодня населяют Южный Урал. За все время их пребывания в составе России происходили межэтнические контакты, которые сопровождались процессом интеграции казахов в российское сообщество. Бывшие кочевники переходили на осёдлость, основывали собственные населённые пункты и селились в одних посёлках вместе с русскими, нагайбаками и другими. Между различными этническими группами происходил культурный обмен. На протяжении XX века в этнической среде казахов региона наблюдались два параллельных процесса. С одной стороны, шла интеграция в российское сообщество, с другой — оказывало влияние государственное спонсирование развития казахской идентичности.

## Численность
Казахи Челябинской области исторически расселены в южных районах, что географически соответствует зоне распространения лесостепного ландшафта — привычной экологической нише этноса. Кроме того, эти земли примыкают непосредственно к границам Российской Федерации с Казахстаном. По данным Всероссийской переписи населения 2010 года, 142 633 (2002), численность казахов в области составляла 35297 человек. Большая их часть постоянно проживает в местах исторического расселения, в районах: Агаповском — 3077, Нагаибакском — 2839, Брединском — 2836, Кизильском — 2463, Карталинском — 2163, Верхнеуральском — 2043, Варненском — 1454, Чесменском — 1448, Троицком — 1249, Уйском — 436, Октябрьском — 284, Пластовском — 239, Чебаркульском — 205 и Увельском — 200 человек.
Наибольшее число казахов зафиксировано в Магнитогорске (4130 человек) и Челябинске (2866 человек). Магнитогорск является крупным центром промышленности и образования на юге области. Близость к малой родине и возможность учиться и работать в крупном городе объясняет выбор значительной части казахской молодёжи. Присутствие второй по численности, компактно расселённой группы казахов в Челябинске объясняется также исключительно экономическими соображениями.

## Язык
Согласно опросам, на казахском чаще всего разговаривает 10 %, чаще на русском — 50 %, в равной степени на обоих —- более 30 %. Казахско-русское двуязычие является результатом этнического взаимодействия за последние примерно 160 лет. Особенно ситуация стала меняться с 1920-х годов, когда на территории района стали появляться новые населённые пункты. Они возникали в связи с освоением целинных земель и строительством колхозов. Этнический состав в них был смешанным. Сюда переселялись русские, нагайбаки, казахи, украинцы и др. В настоящее время большинство казахов района проживают в этнически смешанных посёлках. Это повлияло на развитие лингвистической ситуации среди казахов в пользу увеличения сферы функционирования русского языка.